# CPT對稱
CPT對稱是物理定律中一种对称性质，有此性质的物理量在时间（T，time）、电荷（C，Charge）及宇称（P，Parity）一起被反向变换（即正负变号）后不变。

## 歷史
1950年代的研究指出，P對稱（宇稱）在弱相互作用下會被破壞，而C對稱（電荷共軛）破壞也有幾個有名的例證。於是有一小段時期，物理學家認為CP對稱在所有物理現象中都會守恆，但不久後就發現這個也是錯的。由於CPT守恆的關係，這意味着T對稱（時間反轉）也必須被破壞。CPT定理需要所有物理現象都保有CPT對稱。它假設量子定律和洛侖茲不變性都是正確的。具體地，CPT定理指定，任何有自伴哈密頓算符的洛侖茲不變局部量子場論，都必須要有CPT對稱。
CPT定理最早含蓄地出現於1951年，在朱利安·施溫格有關自旋統計定理的研究報告中。在1954年，格哈特·呂德斯及沃爾夫岡·泡利推導出更明確的證明，因此這定理有時候會被稱為呂德爾斯－泡利定理。約翰·貝爾也在差不多同一時間獨立地證明了這一定理。這些證明都是基於量子場相互作用中的洛侖茲不變性及局部性原理。隨後，雷斯·約斯特在公設量子場論的框架下提出了一個更通用的證明。

## 推導
考慮一z方向的一維洛侖茲變換。它可被詮釋成時間軸旋轉進z軸，其中旋轉參數為虛數。若旋轉參數為實數時，180°的旋轉變得可行，從而可以反轉時間和z的方向。把其中一條軸的方向逆轉，在任何數量的維裏都會是一種反射。若空間是三維的話，因為可以在x-y平面上再加一個180°的旋轉，所以這跟把所有座標都反射是一樣的。
如果我們採用反粒子的費曼-斯蒂克爾伯格表述，即反粒子往時間的反方向移動，那麼上述的反射就是CPT變換的定義。這個詮種需要少量的解析延拓，它只能在以下的條件下有良適定義：
1. 理論本身是洛侖兹不變的；
2. 真空是洛侖兹不變的；
3. 能量從下方受到束縛。

當上述條件成立時，量子場論可被延伸至歐幾里得空間，使用哈密頓算符把所有算符平移至虛數平面（威克轉動），即可得歐幾里得理論。此時哈密頓算符的對易關係，與洛侖茲生成元，會保證洛侖茲不變性導致旋轉不變性，因此在歐幾里得空間任何態都能被旋轉180°。
由於連續兩次CPT反射相當於360°旋轉，所以費米子在兩次CPT反射後會變號，而玻色子則不會。這個特性可用於證明自旋統計定理。

## 後果
引申 CPT 對稱可得我們宇宙的一個“鏡像”——所有物體的位置都被一虛擬平面所反射（對應宇稱反向），所有動量反向（時間反轉）及所有物質都被反物質所取代（對應電荷反轉）——在跟我們一樣的物理定律下會如何演進。CPT 變換把我們的宇宙變成它的“鏡像”，反之亦然。CPT 對稱被認為是所有物理定律的基礎性質。
為了保住這一項對稱，CPT 中任何兩個對稱所組成的對稱（例如 CP）被破壞時，對應地餘下的一個對稱（例如T）也一定會被破壞；實際上，就數學而言，兩者是一樣的。因此T對稱破壞很多時候會被稱為 CP破壞。
在需要考慮 Pin 群的時候，CPT 定理可被概括化。
2002 年，Oscar Greenberg 宣稱 CPT 對稱性的破壞可以導致勞侖茲破壞。這代表任何 CPT 破壞的研究都包含勞侖茲破壞。然而，Chaichian 等人於 2011 年駁斥 Greenberg 的證明。

### 熱力學第二定律
按熱力學第二定律，在我們身處的宇宙中，隨時間流逝，低熵狀態將會變成高熵。然而，若某一區域中，粒子的電荷、宇稱與我們相反，則高熵降為低熵為自然變化，如此則違反了熱力學第二定律。
物理學家休·普萊斯稱此為「雙重標准原則」；宇宙任何初始的狀態是自然的，那麼該狀態作為終結狀態，也必須是自然的。

## 外部連結
- 物理中的Pin群：C、P及T（页面存档备份，存于） arXiv（英文）
- 電荷、宇稱及時間反轉（CPT）對稱（页面存档备份，存于） 勞倫斯伯克利國家實驗室（英文）
- 用K介子衰變驗證CPT不變性（页面存档备份，存于） 勞倫斯伯克利國家實驗室（英文）